# Mean Machine
Mean Machine (с англ. — «Подлая машина»)— второй студийный альбом группы U.D.O., вышедший в 1988 году.

## Об альбоме
Ещё в 1987 году, для турне с альбомом Animal House, Удо Диркшнайдер поменял двух музыкантов в группе: Петера Сцигетти и Франка Риттеля на Энди Сюземиля и Дитера Рубаха, в связи с разногласиями на личной почве. Также к записи второго альбома, Рубах был заменён на Томаса «Бодо» Смушински и Томас Франке был заменён на Штефана Шварцмана.
Второй диск продемонстрировал, что Удо Диркшнайдер не собирается менять стиль классического Accept. По выпуску альбома было проведено турне, где группа выступала вместе с Оззи Осборном.
Песня Sweet Little Child посвящена родившейся дочери Удо Диркшнайдера Нине.

## Список композиций
Все песни написаны Удо Диркшнайдером, Матиасом Дитом и Энди Сюземилем, исключая 11 (Диркшнайдер/Дит/Сюземиль/Смушински/Шварцманн)
Сторона 1 LP
1. «Don’t Look Back» (с англ. — «Не оборачивайся!») (3:11)
2. «Break The Rules» (с англ. — «Нарушить правила») (4:00)
3. «We’re History» (с англ. — «Мы — история») (3:30)
4. «Painted Love» (с англ. — «Притворная любовь») (4:57)
5. «Mean Machine» (с англ. — «Подлая машина») (3:53)

Сторона 2 LP
1. «Dirty Boys» (с англ. — «Грязные парни») (3:47)
2. «Streets On Fire» (с англ. — «Улицы в огне») (3:50)
3. «Lost Passion» (с англ. — «Утерянное чувство») (4:10)
4. «Sweet Little Child» (с англ. — «Сладкий маленький ребёнок») (4:48)
5. «Catch My Fall» (с англ. — «Поймай меня в моём падении») (3:55)
6. «Still in Love With You» (с англ. — «Всё ещё люблю тебя») (0:49)

## Чарты
Германия 37 место

## Участники записи
- Удо Диркшнайдер — вокал
- Матиас Дит — гитара, фортепиано на Sweet Little Child
- Томас Смужински — бас-гитара
- Энди Сюземиль — гитара
- Штефан Шварцман — ударные